# Gerard van der Geer
Gerard van der Geer (Teylingen, 27 de agosto de 1950) é um matemático neerlandês. Trabalha com geometria algébrica.

## Vida
Gerard van der Geer estudou na Universidade de Leiden, onde obteve o doutorado em 1977, orientado por Antonius van de Ven e Don Zagier, com a tese On Hilbert Modular Surfaces of principal congruent subgroups').

## Obras
- Error correcting codes and curves over finite fields, in Engquist, Schmid Mathematics unlimited – 2001 and beyond, Springer 2000
- com Jacobus van Lint: Introduction to coding theory and algebraic geometry, Birkhäuser 1988
- com Jan Hendrik Bruinier, Don Zagier, Günter Harder The 1-2-3 of Modular Forms, Springer Universitext 2007 (darin von van der Geer Siegel modular forms and their application)
- Hilbert Modular Surfaces, Springer, Ergebnisse der Mathematik und ihrer Grenzgebiete, 1988
- com Friedrich Hirzebruch Lectures on Hilbert Modular Surfaces, Montreal 1981
- Editor com Joseph H. M. Steenbrink, Frans Oort Arithmetic Algebraic Geometry, Birkhäuser 1991
- Editor com Robbert Dijkgraaf, Carel Faber The Moduli Space of Curves, Birkhäuser 1995
- Editor com René Schoof, Ben Moonen: Number fields and function fields- two parallel worlds, Birkhäuser 2005